# Paul Medati
Paul Medati (* 14. November 1944 in Salford; † 29. November 2008 ebenda) war ein englischer Snooker- und Poolbillardspieler, der zwischen 1981 und 1997 für sechzehn Saisons auf der Snooker-Profitour spielte und anschließend eine Karriere im Poolbillard begann. Zudem arbeitete er als Billardtrainer.

## Karriere
Medati wurde als Sohn maltesischer Eltern in Salford nahe Manchester geboren und wuchs dort auch auf. Er besuchte später die St Joseph's RC Primary School. und machte erstmals auf sich aufmerksam, als er als Teil der Snookerszene von Lancashire 1972 das Achtelfinale der Qualifikation für die English Amateur Championship erreichte. 1974 durfte er an den Watney Open teilnehmen und erreichte das Achtelfinale, in dem er John Spencer unterlag. Im nächsten Jahr nahm er an den Pontins Spring Open teil, zog mit einem Sieg über Dennis Taylor ins Viertelfinale ein und verlor dort gegen Patsy Fagan. 1976 gelang ihm sein erster großer Erfolg, als er das Finale der Pontins Autumn Open erreichte, auch wenn er dort gegen Cliff Wilson verlor. Nachdem er sich 1977 im Viertelfinale der Qualifikation für die English Amateur Championship Dave Martin geschlagen geben musste, verlor er bei den Pontins Spring Open des nächsten Jahres sein Auftaktspiel gegen Tony Meo. 1979 verbesserte er bei ebenjenem Turnier sein Ergebnis, als er erst im Halbfinale gegen Jimmy White ausschied, bevor er 1980 beim Professional Ticket Event sein Auftaktspiel gegen Ian Williamson verlor, aber auch gegen Vic Harris die Pontins Autumn Open gewinnen konnte. Zudem gewann er zusammen mit John Virgo auf Amateurebene die Double Diamond Amateur Championship; weitere große Titelgewinne konnte er nicht verbuchen. Wenig später, im Jahr 1981, wurde er Profispieler.

### Erste Profijahre
Medatis erste Profisaison war die Spielzeit 1981/82, in der er neben dem Viertelfinale des Bass and Golden Leisure Classic und der vierten Qualifikationsrunde der UK Championship 1981 bei der Snookerweltmeisterschaft nur die Runde der letzten 48 und dort ausschied. Somit verpasste er es, sich auf die Snookerweltrangliste zu setzen. In den folgenden beiden Saisons konnte Medati zwar einige Erfolge vorweisen – darunter das Erreichen der Gruppenphase beim International Masters 1984 und eine Achtelfinalteilnahme bei der UK Championship 1983 –, schaffte aber trotz einer weiteren Teilnahme an der Runde der letzten 48 bei der Ausgabe 1983 nicht den Sprung in die WM-Hauptrunde oder in die Hauptrunde eines anderen Ranglistenturnieres und damit auf die Weltrangliste.
Die Saison 1984/85 hielt für Medati eine weitere Niederlage in der Runde der letzten 48, der nun finalen Qualifikationsrunde, bei der Snookerweltmeisterschaft bereit, als er – unter anderem nach einem 10:9-Sieg über Warren King – in dieser mit 7:10 Silvino Francisco unterlag. Zudem erreichte er, hier unter anderem mit einem Sieg über Ex-Weltmeister John Spencer, das Achtelfinale der English Professional Championship, einem Turnier ohne Einfluss auf die Weltrangliste zur Ermittlung des englischen Profimeisters. Viel wichtiger waren da seine Teilnahmen an der Runde der letzten 64 beim Grand Prix und an der Runde der letzten 32 des Classic, die ihm Weltranglistenpunkte brachten. Somit platzierte er sich erstmals auf der Weltrangliste und wurde nun auf Rang 60 geführt.
Ungefähr ähnlich verlief für Medati die nächste Saison, als er sowohl bei der UK Championship als auch beim Classic in der Runde der letzten 64 und bei der Snookerweltmeisterschaft erneut in der Runde der letzten 48 ausschied. Außerdem erreichte er neben derselben Runde bei der English Professional Championship die Runde der letzten 32 der British Open. Dies verhalf ihm auf der Weltrangliste zu einer marginalen Verbesserung von zwei Plätzen, sodass er nun auf Rang 58 geführt wurde; ein Platz, den er nie übertreffen konnte. 1986 erhielt Medati zudem einige Aufmerksamkeit, als er sich mit seinem Mitspieler Alex Higgins prügelte. Higgins versuchte dies jedoch zu verschleiern und führte ein Pferd als Urheber seines blauen Auges an.

### Abrutschen auf Rang 93
Während der nächsten beiden Spielzeiten erreichte Medati nebst den obligatorischen Niederlagen in den Qualifikationsrunden mehrere Runden der letzten 64, schied aber in diesem zumeist aus. Ausnahmen waren die Snookerweltmeisterschaft 1987 und die English Professional Championship 1988, wo er jeweils erst in der Runde der letzten 48 ausschied, sowie die English Professional Championship 1987 und die British Open 1988 mit einer jeweiligen Niederlage in der Runde der letzten 32. Auf der Weltrangliste verschlechterte sich dennoch um ein paar Plätze und belegte zunächst Rang 67 und dann Rang 68.
Die nächsten drei Saisons hielten für Medati kaum noch eine Teilnahme an einer höheren Runde als der Runde der letzten 64 teil – dies gelang ihm lediglich bei einigen Events der Turnierserie WPBSA Non-Ranking, der English Professional Championship 1989 und dem Dubai Classic desselben Jahres. Selbst das Ausscheiden in der Runde der letzten 64 wurde zusätzlich zur Seltenheit: war dies in der Saison 1988/89 noch drei Mal der Fall, sank diese Anzahl während der nächsten beiden Spielzeiten auf nur noch einmal pro Spielzeit. Dieser Trend spiegelte sich auch auf der Weltrangliste wider, sodass er 1991 nur noch auf Rang 93 geführt wurde.

### Letzte Profijahre
Der Trend der letzten Saisons setzte sich fort, als Medati während der Saison 1991/92 mit den entsprechenden Runden der Asian Open und der British Open letztmals überhaupt eine Runde der letzten 64 erreichte. In den nächsten drei Saisons konnte er nur noch wenige Spiele gewinnen und erreichte nur noch selten eine Runde der letzten 128. Sein bestes Ergebnis erzielte er mit einer Teilnahme an der Runde der letzten 96 der Thailand Open. Ab Mitte 1995 bestritt er keine weiteren Profispiele mehr. Seine Misserfolge und letzteres führten dazu, dass er auf der Weltrangliste immer weiter abstürzte und zur Saison 1996/97 nur noch Rang 442 belegte. Schließlich beendete er 1997 nach 16 Profisaisons seine Profikarriere.

### Weiteres Leben
2002 begann Medati, professionell Poolbillard zu spielen. Er erreichte mit dem Team Großbritannien noch im selben Jahr das Viertelfinale der Europameisterschaft. 2004 musste er jedoch nach einem Autounfall kürzertreten. Dennoch gelang ihm 2007 ein Sieg über Daryl Peach, bevor er im April 2008 den achten Platz auf der Great Britain 9-Ball Tour (GB9) Southern Masters erreichte. Zudem arbeitete er als Billardtrainer. Im August desselben Jahres wurde bei ihm jedoch Lungenkrebs diagnostiziert, dessen Folgen er am 29. November 2008 in seinem Zuhause im Salforder Ortsteil Ordsall erlag. Er hinterließ seine Frau und sechs Kinder. Ihm zu Ehren wird jährlich die Paul Medati Trophy im Poolbillard ausgetragen.

## Erfolge
| Ausgang         | Jahr | Turnier             | Finalgegner  | Ergebnis |
| --------------- | ---- | ------------------- | ------------ | -------- |
| Amateurturniere |      |                     |              |          |
| Zweiter         | 1976 | Pontins Autumn Open | Cliff Wilson | 4:7      |
| Sieger          | 1980 | Pontins Autumn Open | Vic Harris   | 7:4      |